# Santiago Cabrera
Santiago Cabrera (Caracas, 5 de maio de 1978) é um ator chileno filho de um diplomata.

## Vida pessoal
Ele é filho do meio de um casal de chilenos, seu pai era diplomata. Santiago nasceu em Caracas (Venezuela), foi criado sobretudo em Londres, mas também na Romênia, em Toronto e Madri. Sua família retornou ao Chile quando tinha 15 anos de idade e chegou a ser o capitão do time de futebol na escola. Cabrera direcionava sua vida aos esportes, mas repentinamente mudou o foco e passou a atuar por incentivo de seu professor de teatro na escola. Durante seus três anos de formação no Drama Centre London, Cabrera aperfeiçoou suas habilidades de atuação em produções de The Madras House, A Month in the Country, Napoli Milionaria, Britannicus, The Dutch Courtesan, The Strangeness of Others, Three Birds Alighting On A Field, e atuou como protagonista em The Last Days of Don Juan.
Em seu último ano no Drama Centre London, fez sua estréia na televisão com pequenos papéis em séries de televisão britânicas como Battlefield Britain, Judge John Deed, Spooks As if. Seu primeiro papel depois de se formar na escola de drama foi o de Montano, na peça de Shakespeare, Otelo, no Teatro Northampton Real. Ele também estrelou o filme, de 2006, Amor e Outros Desastres, ao lado de Brittany Murphy e Matthew Rhys.
Atuou na televisão americana, em Empire (na qual ele retrata Otávio, o jovem sobrinho de Júlio César, a quem César nomeou como seu sucessor antes de sua morte). Notadamente, é conhecido por seu papel como Isaac Mendez na série da NBC, Heróis. Uma vez que seu papel acabou, narrou alguns episódios do spin-off do documentário da BBC da série Heroes Unmasked. Também atuou como Lancelot na série Merlin, da BBC.
Além de sua fluência em Espanhol, Inglês, Francês e Italiano, Cabrera tem habilidades em tênis, hóquei e mergulho. No episódio de 20 de Janeiro de 2007, do programa de fim de noite Vivo Mun2, Cabrera falou sobre sua carreira no futebol semi-profissional em Londres, antes de se empenhar em atuar. Também afirmou que o Universidad Católica de Santiago é seu time favorito, muito embora seja fã do Queens Park Rangers, além de ter sido mascote do clube quando criança.
Ele divide seu tempo entre Londres e Los Angeles.
Em 7 de setembro de 2008, Cabrera participou de Soccer Aid, uma partida de futebol britânica de caridade em apoio à UNICEF.
Cabrera é casado com a diretora de teatro, Anna Marcea.

## Filmografia
| Ano       | Título                                    | Papel                  | Outras notas                                                                             |
| --------- | ----------------------------------------- | ---------------------- | ---------------------------------------------------------------------------------------- |
| 2003      | Spooks                                    | Camilo Henriquez       | Temporada 2, episódio 9                                                                  |
| 2003      | Judge John Deed                           | Carlos Fedor           | Temporada 3, episódio 3 "Conspiracy"                                                     |
| 2004      | Haven                                     | Gene                   |                                                                                          |
| 2004      | TOCA Race Driver 2                        | Cesar Maques           | Videojogo (voz)                                                                          |
| 2005      | Empire                                    | Octavius               | Mini-série                                                                               |
| 2005      | ShakespeaRe-Told: The Taming of the Shrew | Lucentio               |                                                                                          |
| 2006      | Love and Other Disasters                  | Paolo Sarmiento        |                                                                                          |
| 2006-2009 | Heroes                                    | Isaac Mendez           | Elenco principal na primeira temporada Temporada, episódio 8 "Once Upon a Time in Texas" |
| 2008      | Heroes Unmasked                           | Narrador               |                                                                                          |
| 2008      | Che                                       | Camilo Cienfuegos      |                                                                                          |
| 2008-2011 | Merlin                                    | Lancelot               | Série                                                                                    |
| 2009      | Caleuche: El Llamado del Mar              | Simon                  |                                                                                          |
| 2010      | La vida de los peces                      | Andres                 |                                                                                          |
| 2011      | Covert Affairs                            | Xavier                 | Temporada 2, episódio 11 "The Wake-Up Bomb"                                              |
| 2011      | Alcatraz                                  | Jimmy                  |                                                                                          |
| 2012      | For Greater Glory                         | Pai Vega               |                                                                                          |
| 2012      | Hemingway & Gellhorn                      | Robert Capa            | Tele-filme                                                                               |
| 2012      | Dexter                                    | Sal Price              |                                                                                          |
| 2012      | Falcón                                    | Judge Esteban Calderón |                                                                                          |
| 2012      | Anna Karenina                             | Vronsky                | Mini-série                                                                               |
| 2014-2016 | The Musketeers - Temporada 1, 2 e 3       | Aramis                 | Série                                                                                    |
| 2017      | Transformers: O Último Cavaleiro          | Santos                 |                                                                                          |
| 2017      | Onde Está Segunda?                        | Infomercial Processor  |                                                                                          |
| 2017      | Salvation                                 | Darius Tanz            | Série                                                                                    |